# Olympische Sommerspiele 1928/Teilnehmer (Bulgarien)
| Gelbes Symbol für Goldmedaillen mit stilisierten Olympischen Ringen | Graues Symbol für Silbermedaillen mit stilisierten Olympischen Ringen | Braundes Symbol für Bronzemedaillen mit stilisierten Olympischen Ringen |
| ------------------------------------------------------------------- | --------------------------------------------------------------------- | ----------------------------------------------------------------------- |
| —                                                                   | —                                                                     | —                                                                       |

Bulgarien nahm an den Olympischen Sommerspielen 1928 in Amsterdam, Niederlande, mit einer Delegation von 5 Sportlern (allesamt Männer) teil.

## Teilnehmer nach Sportarten

### Fechten
- Dimitar Wassilew
Degen, Einzel: Vorrunde
Säbel, Einzel: Vorrunde

- Asen Lekarski
Säbel, Einzel: Vorrunde

### Reiten
- Wladimir Stojtschew
Dressur, Einzel: 18. Platz
Vielseitigkeit, Einzel: DNF
Vielseitigkeit, Mannschaft: Kein Ergebnis

- Todor Semow
Vielseitigkeit, Einzel: DNF
Vielseitigkeit, Mannschaft: Kein Ergebnis

- Krum Lekarski
Vielseitigkeit, Einzel: DNF
Vielseitigkeit, Mannschaft: Kein Ergebnis